# NXT TakeOver 31
NXT TakeOver 31 was een professioneel worstel-pay-per-view (PPV) en WWE Network evenement dat georganiseerd werd door WWE voor hun NXT brand. Het was de 31ste editie van NXT TakeOver en vond plaats op 4 oktober 2020 in het WWE Performance Center, gehost in het Capitol Wrestling Center (CWC) (NXT's versie van de ThunderDome) in Orlando, Florida. Dit was het eerste evenement van NXT dat ook beschikbaar was op pay-per-view.

## Matches
| Nr. | Match                                                                            | Winnaar(s)     | Opmerkingen                                                | Bron  |
| --- | -------------------------------------------------------------------------------- | -------------- | ---------------------------------------------------------- | ----- |
| 1D  | Xia Li vs. Emily Andzulis                                                        | N.N.B          | Een-op-een dark match.                                     | [ 3 ] |
| 2D  | Danny Burch vs. Daniel Vidot                                                     | N.N.B          | Een-op-een dark match.                                     | [ 3 ] |
| 3   | Damian Priest (c) vs. Johnny Gargano                                             | Damian Priest  | Een-op-een match voor het NXT North American Championship. | [ 4 ] |
| 4   | Kushida vs. Velveteen Dream                                                      | Kushida        | Een-op-een match. Kushida won door submission.             | [ 4 ] |
| 5   | Santos Escobar (c) (met Joaquin Wilde en Raul Mendoza) vs. Isaiah "Swerve" Scott | Santos Escobar | Een-op-een match voor het NXT Cruiserweight Championship.  | [ 4 ] |
| 6   | Io Shirai (c) vs. Candice LeRae                                                  | Io Shirai      | Een-op-een match voor het NXT Women's Championship.        | [ 4 ] |
| 7   | Finn Bálor (c) vs. Kyle O'Reilly                                                 | Finn Bálor     | Een-op-een match voor het NXT Championship.                | [ 4 ] |